# Sølund
Sølund, der ligger i  Skanderborg, var  tidligere en centralinstitution under Statens Åndsvageforsorg, men er nu et botilbud for ca. 220 voksne med vidtgående fysiske og psykiske handicap.

## Historie
Sølunds ældste dele blev bygget i 1935, som en aflastning af institutionen Brejning, hvorfra en stor del af de første beboere kom. Igennem en menneskealder var Sølund en del af Statens Åndsvageforsorg. I 1970'erne skete der en større omlægning af åndsvageforsorgen, med stærkt forbedrede forhold for beboerne til følge. På Sølund medførte dette, at en del af afdelingerne i de gamle bygninger blev flyttet ud i et nybyggeri i nærheden. De gamle bygninger blev i stigende grad anvendt til fælles funktioner. 
Til og med 2006 blev Sølund drevet af Århus Amt. Fra 1.januar 2007 overtog Skanderborg Kommune, som en følge af kommunalreformen, Sølund. 

## Eksterne Links
- Sølund, Skanderborg

56°01′43″N 9°55′14″Ø / 56.02861°N 9.92056°Ø